# Larry Russell
Larry Russell (14 de outubro de 1913 — 14 de fevereiro de 1954) é um compositor estadunidense. Venceu, postumamente, o Oscar de melhor trilha sonora na edição de 1973 por Limelight.